# Гомеостаз
Гомеоста́з (др.-греч. ὁμοιοστάσις от ὅμοιος «одинаковый, подобный» + στάσις «стояние; неподвижность») — саморегуляция, способность открытой системы сохранять постоянство своего внутреннего состояния посредством скоординированных реакций, направленных на поддержание динамического равновесия. Стремление системы восстанавливать утраченное равновесие, преодолевать сопротивление внешней среды, воспроизводить себя.
Гомеостаз популяции — способность популяции поддерживать определённую численность своих особей длительное время.
Американский физиолог Уолтер Кеннон (Walter B. Cannon) в 1932 году в своей книге «The Wisdom of the Body» («Мудрость тела») предложил этот термин как название для «координированных физиологических процессов, которые поддерживают большинство устойчивых состояний организма». В дальнейшем этот термин распространился на способность динамически сохранять постоянство своего внутреннего состояния любой открытой системы. Однако представление о постоянстве внутренней среды было сформулировано ещё в 1878 году французским учёным Клодом Бернаром.

## Общие сведения
Термин «гомеостаз» чаще всего применяется в биологии. Многоклеточным организмам для существования необходимо сохранять постоянство внутренней среды. Многие экологи убеждены, что этот принцип применим также и к внешней среде. Если система неспособна восстановить свой баланс, она может в итоге перестать функционировать.
Комплексные системы — например, организм человека — должны обладать гомеостазом, чтобы сохранять стабильность и существовать. Эти системы не только должны стремиться выжить, им также приходится адаптироваться к изменениям среды и развиваться.

## Свойства гомеостаза
Гомеостатические системы обладают следующими свойствами:
- Нестабильность системы: тестирует, каким образом ей лучше приспособиться.
- Стремление к равновесию: вся внутренняя, структурная и функциональная организация систем способствует сохранению баланса.
- Непредсказуемость: результирующий эффект от определённого действия зачастую может отличаться от того, который ожидался.

Примеры гомеостаза у млекопитающих:
- Регуляция количества микронутриентов и воды в теле — осморегуляция. Осуществляется в почках.
- Удаление отходов процесса обмена веществ — выделение. Осуществляется экзокринными органами — почками, лёгкими, потовыми железами и желудочно-кишечным трактом.
- Регуляция температуры тела. Понижение температуры через потоотделение, разнообразные терморегулирующие реакции.
- Регуляция уровня глюкозы в крови. В основном осуществляется печенью[3], инсулином и глюкагоном, выделяемыми поджелудочной железой.
- Регуляция уровня основного обмена в зависимости от пищевого режима.

Хотя организм находится в равновесии, его физиологическое состояние может быть динамическим. Во многих организмах наблюдаются эндогенные изменения в форме циркадного, ультрадианного и инфрадианного ритмов. Так, даже находясь в гомеостазе, температура тела, кровяное давление, частота сердечных сокращений и большинство метаболических индикаторов не всегда находятся на постоянном уровне, но изменяются в течение времени (в определённом ограниченном интервале).

## Механизмы гомеостаза: обратная связь
Когда происходит изменение в переменных, наблюдаются два основных типа обратной связи, на которые реагирует система:
1. Отрицательная обратная связь, выражающаяся в реакции, при которой система отвечает так, чтобы изменить направление изменения на противоположное. Так как обратная связь служит сохранению постоянства системы, это позволяет соблюдать гомеостаз.
  - Например, когда концентрация углекислого газа в организме человека увеличивается, лёгким приходит сигнал к увеличению их активности и выдыханию большего количество углекислого газа.
  - Терморегуляция — другой пример отрицательной обратной связи. Когда температура тела повышается (или понижается) терморецепторы в коже и гипоталамусе регистрируют изменение, вызывая сигнал из мозга. Данный сигнал, в свою очередь, вызывает ответ — понижение температуры (или повышение).
2. Положительная обратная связь, которая выражается в усилении изменения переменной. Она оказывает дестабилизирующий эффект, поэтому не приводит к гомеостазу. Положительная обратная связь реже встречается в естественных системах, но также имеет своё применение.
  - Например, в нервах пороговый электрический потенциал вызывает генерацию намного большего потенциала действия. Свёртывание крови и события при рождении можно привести в качестве других примеров положительной обратной связи.

Устойчивым системам необходимы комбинации из обоих типов обратной связи. Тогда как отрицательная обратная связь позволяет вернуться к гомеостатическому состоянию, положительная обратная связь используется для перехода к совершенно новому (и, вполне может быть, менее желанному) состоянию гомеостаза, — такая ситуация называется «метастабильность». Такие катастрофические изменения могут происходить, например, с увеличением питательных веществ в реках с прозрачной водой, что приводит к гомеостатическому состоянию высокой эвтрофикации (зарастание русла водорослями) и замутнению.

## Экологический гомеостаз
Экологический гомеостаз наблюдается в климаксовых сообществах с максимально возможным биоразнообразием при благоприятных условиях среды.
В нарушенных экосистемах, или субклимаксовых биологических сообществах — как, например, остров Кракатау, после сильного извержения вулкана в 1883 — состояние гомеостаза предыдущей лесной климаксовой экосистемы было уничтожено, как и вся жизнь на этом острове. Кракатау за годы после извержения прошёл цепь экологических изменений, в которых новые виды растений и животных сменяли друг друга, что привело к биологической вариативности и в результате климаксовому сообществу. Экологическая сукцессия на Кракатау осуществилась за несколько этапов. Полная цепь сукцессий, приведшая к климаксу, называется присерией. В примере с Кракатау на этом острове образовалось климаксовое сообщество с восемью тысячами различных видов, зарегистрированных в 1983, спустя сто лет с того времени, как извержение уничтожило на нём жизнь. Данные подтверждают, что положение сохраняется в гомеостазе в течение некоторого времени, при этом появление новых видов очень быстро приводит к быстрому исчезновению старых.
Случай с Кракатау и другими нарушенными или нетронутыми экосистемами показывает, что первоначальная колонизация пионерными видами осуществляется через стратегии воспроизведения, основанные на положительной обратной связи, при которых виды расселяются, производя на свет как можно больше потомства, но при этом практически не вкладываясь в успех каждого отдельного. В таких видах наблюдается стремительное развитие и столь же стремительный крах (например, через эпидемию). Когда экосистема приближается к климаксу, такие виды заменяются более сложными климаксовыми видами, которые через отрицательную обратную связь адаптируются к специфическим условиям окружающей их среды. Эти виды тщательно контролируются потенциальной ёмкостью экосистемы и следуют иной стратегии — произведению на свет меньшего потомства, в репродуктивный успех которого в условиях микросреды его специфической экологической ниши вкладывается больше энергии.
Развитие начинается с пионер-сообщества и заканчивается на климаксовом сообществе. Это климаксовое сообщество образуется, когда флора и фауна пришла в баланс с местной средой.
Подобные экосистемы формируют гетерархии, в которых гомеостаз на одном уровне способствует гомеостатическим процессам на другом комплексном уровне. К примеру, потеря листьев у зрелого тропического дерева даёт место для новой поросли и обогащает почву. В равной степени тропическое дерево уменьшает доступ света на низшие уровни и помогает предотвратить инвазию других видов. Но и деревья падают на землю и развитие леса зависит от постоянной смены деревьев, круговорота питательных веществ, осуществляемого бактериями, насекомыми, грибами. Схожим образом такие леса способствуют экологическим процессам — таким, как регуляция микроклиматов или гидрологических циклов экосистемы, а несколько разных экосистем могут взаимодействовать для поддержания гомеостаза речного дренажа в рамках биологического региона. Вариативность биорегионов так же играет роль в гомеостатической стабильности биологического региона, или биома.
Т. Торнтон описывает способ, каким морские звезды и офиуры оберегают немногочисленную популяцию пластиножаберных моллюсков, спасая себя от голодной смерти. Моллюски являются их основной пищей, но их личинки настолько малы, что морские звезды могли бы без труда уничтожить популяцию. Но в это время у них начинается период голодания, длящийся от 1 до 2 месяцев — пока они не вырастут на 2-3 порядка, после чего у них «включается» аппетит.

## Биологический гомеостаз
Гомеостаз выступает в роли фундаментальной характеристики живых организмов и понимается как поддержание внутренней среды в допустимых пределах.
В отношении любого параметра организмы делятся на конформационные и регуляторные. Регуляторные организмы сохраняют параметр на постоянном уровне, независимо от того, что происходит в среде. Конформационные организмы позволяют окружающей среде определять параметр. Например, теплокровные животные сохраняют постоянную температуру тела, тогда как холоднокровные демонстрируют широкий диапазон температур.
Речь не идёт о том, что конформационные организмы не обладают поведенческими приспособлениями, позволяющими им в некоторой степени регулировать взятый параметр. Рептилии, к примеру, часто сидят на нагретых камнях утром, чтобы повысить температуру тела.
Преимущество гомеостатической регуляции состоит в том, что она позволяет организму функционировать более эффективно. Например, холоднокровные животные, как правило, становятся вялыми при низких температурах, тогда как теплокровные почти так же активны, как и всегда. С другой стороны, регуляция требует энергии. Причина, почему некоторые змеи могут есть только раз в неделю, состоит в том, что они тратят намного меньше энергии для поддержания гомеостаза, чем млекопитающие.

### Клеточный гомеостаз
Регуляция химической деятельности клетки достигается с помощью ряда процессов, среди которых особое значение имеет изменение структуры самой цитоплазмы, а также структуры и активности ферментов. Авторегуляция зависит от температуры, степени кислотности, концентрации субстрата, присутствия некоторых макро- и микроэлементов. Клеточные механизмы гомеостаза направлены на восстановление естественно погибших клеток тканей или органов в случае нарушения их целостности.
Регенерация — процесс обновления структурных элементов организма и восстановление их количества после повреждения, направленный на обеспечение необходимой функциональной активности.
В зависимости от регенерационной реакции ткани и органы млекопитающих можно разделить на 3 группы:
1) ткани и органы, для которых характерна клеточная регенерация (кости, рыхлая соединительная ткань, кроветворная система, эндотелий, мезотелий, слизистые оболочки желудочно-кишечного тракта, дыхательных путей и мочеполовой системы)
2) ткани и органы, для которых характерна клеточная и внутриклеточная регенерация (печень, почки, лёгкие, гладкие и скелетные мышцы, вегетативная нервная система, поджелудочная железа, эндокринная система)
3) ткани, для которых характерно преимущественно или исключительно внутриклеточная регенерация (миокард и ганглиозные клетки центральной нервной системы)
В процессе эволюции сформировались 2 типа регенерации: физиологическая и репаративная.

### Гомеостаз в организме человека
Разные факторы влияют на способность жидкостей организма поддерживать жизнь. В их числе такие параметры, как температура, солёность, кислотность и концентрация питательных веществ — глюкозы, различных ионов, кислорода, и отходов — углекислого газа и мочи. Так как эти параметры влияют на химические реакции, которые сохраняют организм живым, существуют встроенные физиологические механизмы для поддержания их на необходимом уровне.
Гомеостаз нельзя считать причиной процессов этих бессознательных адаптаций. Его следует воспринимать как общую характеристику многих нормальных процессов, действующих совместно, а не как их первопричину. Более того, существует множество биологических явлений, которые не подходят под эту модель — например, анаболизм.

## Другие сферы
Понятие «гомеостаз» используется также и в других сферах.
Актуарий может говорить о рисковом гомеостазе, при котором, к примеру, люди, у которых в машине установлена электронная система контроля устойчивости автомобиля, не находятся в более безопасном положении по сравнению с теми, у кого она не установлены, потому что эти люди бессознательно компенсируют более безопасный автомобиль рискованной ездой. Это происходит потому, что некоторые удерживающие механизмы — например, страх — перестают действовать.
Социологи и психологи могут говорить о стрессовом гомеостазе — стремлении популяции или индивида оставаться на определённом стрессовом уровне, зачастую искусственно вызывая стресс, если «естественного» уровня стресса недостаточно.

## Примеры
- Терморегуляция
  - Может начаться дрожание скелетных мышц, если температура тела слишком низка.
  - Иной вид термогенеза включает расщепление жиров для выделения тепла.
  - Потоотделение охлаждает тело посредством испарения.
- Химическая регуляция
  - Поджелудочная железа секретирует инсулин и глюкагон для управления уровнем глюкозы в крови.
  - Лёгкие получают кислород, выделяют углекислый газ.
  - Почки выделяют мочу и регулируют уровень воды и ряда ионов в организме.

Многие из этих органов контролируются гормонами гипоталамо-гипофизарной системы.